# Auctoritas patrum
Auctoritas patrum est une locution latine désignant le pouvoir de ratification par le sénat des décisions votées par le peuple. 

## Les précédents républicains
La notion d’auctoritas trouve son origine à l'époque républicaine. En vertu de l’auctoritas patrum, le Sénat a le pouvoir de confirmation des lois sous la République.
Cette expression était employée en droit public romain dans deux cas. Il peut s'agir dans un cas  d' une proposition émanant du sénat faite aux comices par un magistrat ou dans l'autre,  l'assemblée aristocratique et patricienne reconnaissait à la suite d'auspices favorables le roi ou approuvait une loi.
Pour être valide une loi votée par le peuple nécessitait l'accord des patres et plaçait par conséquent le peuple (populus) sous la tutelle des patriciens.